# Дисненский уезд
Ди́сненский уе́зд (пол. Powiat dziśnieński) — административная единица в составе Минского наместничества, Минской и Виленской губерний, существовавшая в 1793—1920 годах. Центр — город Дисна.

## История
Дисненский уезд в составе Минской губернии Российской империи был образован в 1793 году на территории, отошедшей к России в результате 2-го раздела Речи Посполитой. 
В 1795 году Минская губерния была преобразована в наместничество, а в 1796 году оно вновь стало губернией. 
В 1843 году уезд был передан в Виленскую губернию. 

В "Военно-статистическом обозрении Российской империи. Том IX. Часть 2. Виленская губерния" за 1848 год Дисненский уезд описывается следующим образом:
"Дисненский уезд разделяется на 3 стана; государственные имения на 5 волостей. Становые пристава помещаются: 1-го стана в м. Глубоком, 2-го в м. Шарковщизне и 3-го в г. Друзе. Волостные управления находятся: в с. Глубокое, Березвечи, Залесьи, Куриловичи и Переброды, в которых всего 47 778 душ мужского пола".
В 1920 году уезд отошёл к Польше. Сейчас на территории уезда располагаются Миорский, Глубокский, Поставский и Шарковщинский районы Витебской области Республики Беларусь.

## Население
По данным переписи 1897 года в уезде проживало 204,9 тыс. чел. В том числе белорусы — 81,1 %; евреи — 10,1 %; русские — 5,9 %; поляки — 2,4 %. В уездном городе Дисне проживало 6756 чел., в заштатном городе Друя — 4742 чел.

## Административное деление
В 1890 году в состав уезда входило 22 волости:
| № п/п | Волость         | Волостное правление | Число селений | Население |
| ----- | --------------- | ------------------- | ------------- | --------- |
| 1     | Богинская       | с. Богинь           | 117           | 7912      |
| 2     | Верхнянская     | c. Верхнее          | 57            | 5882      |
| 3     | Воропанщинская  | с. Воропанщина      | 55            | 3793      |
| 4     | Глубокская      | м. Глубокое         | 95            | 13989     |
| 5     | Друйская        | с. Милашево         | 157           | 6103      |
| 6     | Залесская       | д. Залесье          | 108           | 6553      |
| 7     | Игуменовская    | с. Шкутники         | 53            | 6961      |
| 8     | Иодская         | м. Иоды             | 84            | 6896      |
| 9     | Леонпольская    | м. Леонполь         | 97            | 5402      |
| 10    | Лужецкая        | м. Лужки            | 81            | 8865      |
| 11    | Луцкая          | д. Луцк             | 46            | 7287      |
| 12    | Миорская        | с. Миоры            | 90            | 3686      |
| 13    | Николаевская    | м. Николаево        | 220           | 6960      |
| 14    | Ново-Погостская | м. Новый Погост     | 63            | 6467      |
| 15    | Перебродская    | д. Линковщина       | 90            | 4805      |
| 16    | Плисская        | м. Плиса            | 84            | 8455      |
| 17    | Поставская      | м. Поставы          | 137           | 14722     |
| 18    | Прозорокская    | м. Прозороки        | 100           | 7985      |
| 19    | Стефанпольская  | с. Стефанполь       | 103           | 4056      |
| 20    | Чересская       | с. Черессы          | 76            | 4543      |
| 21    | Черневичская    | с. Черневичи        | 45            | 1956      |
| 22    | Язненская       | с. Язно             | 167           | 7283      |

В 1913 году в уезде была 21 волость, упразднена Воропанщинская волость.

## Населённые пункты
По переписи 1897 года наиболее крупные населённые пункты уезда:
| - город Дисна - 6756 чел.; - местечко Глубокое - 5564 чел.; - местечко Друя - 4742 чел.; - местечко Поставы - 2397 чел.; - местечко Лужки - 1672 чел.; - местечко Козяны - 1420 чел.; | - местечко Шарковщина - 1151 чел.; - местечко Плиса - 899 чел.; - местечко Перебродье - 675 чел.; - местечко Иказнь - 673 чел.; - местечко Новый Погост - 607 чел.; - деревня Василины - 557 чел.; |